# Uncas

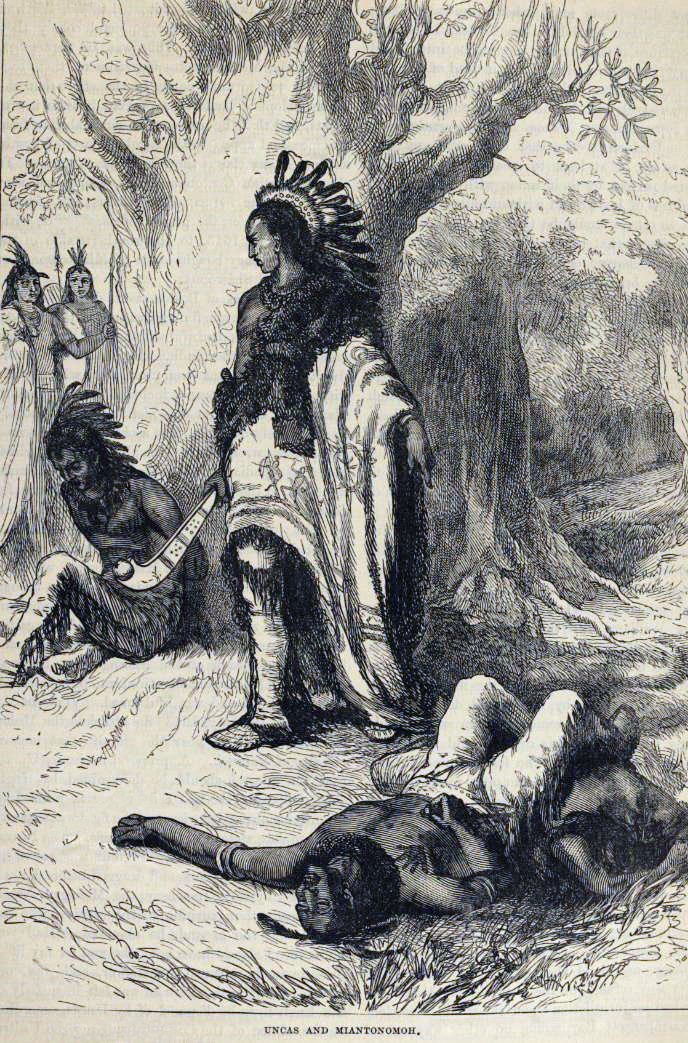
Uncas tötet den gefangenen Narragansett-Sachem Miantonomo, August 1643. Edmund Ollier: Cassell’s History of the United States, 1874

Uncas, nach Elmar Engel auch Uncas der Jüngere (* um 1605; † 1682), war Sachem der Mohegan-Indianer. Mit diesen spaltete er sich von den Pequot ab und spielte als Verbündeter der Engländer eine wichtige Rolle bei der Eroberung Neuenglands. Da er den Engländern im Pequot-Krieg beim Genozid an den Pequot half, ist er bis heute eine umstrittene Person.

## Name
Der Name Uncas, in moderner Schreibweise Wôks [wãks], stammt aus der Pequot-Mohegan-Sprache und bedeutet „Fuchs“.

## Leben
Uncas wurde als Sohn des Owaneco, eines Sachems der Pequot, geboren. Er heiratete 1629 die Tochter des Ober-Sachems Sassacus (Häuptling der Pequot und Mohegan). Da er gegen seinen Schwiegervater intrigierte, floh er anfangs zu den Narraganset und später zu den Mohegan, welche nur noch wenige überlebende Krieger in ihrem Stamm hatten. Sie erkannten Uncas kurze Zeit darauf als ihren Sachem an. Unter seiner Führung spalteten sich die Mohegan von den Pequot ab und bildete einen eigenen Stamm.
1636 zogen die englischen Kolonisten, unterstützt von einigen Narragansett, gegen die Pequot-Indianer unter Sassacus’ Führung in den Krieg. Einen ihrer wichtigsten Verbündeten fanden die Kolonisten allerdings bei den Mohegan, die unter der Führung von Uncas kämpften. Der Stamm der Pequot wurde fast vollständig vernichtet.
Den Kolonisten gegenüber zeigte sich Uncas stets friedlich. Trotzdem verliefen die folgenden Jahre sehr unruhig. Uncas versuchte die Stämme in Neuengland gegeneinander aufzuwiegeln, was ihm auch gelang. Durch Kriege untereinander wurden die Stämme sehr geschwächt, doch Uncas zog seine Vorteile daraus, zum Beispiel durch Landverkauf an die Weißen.
Im Juni 1675 brach der Aufstand der Wampanoag, auch unter dem Namen King Philip’s War bekannt, gegen die englischen Kolonisten aus. Die Narragansett schlossen sich den beiden Wampanoag-Sachems Weetamo und Metacomet an. Doch die meisten neuenglischen Stämme zogen es vor, neutral zu bleiben. Die Mohegan hingegen kämpften unter der Führung Uncas' und seines Sohns Oneca an der Seite der Kolonisten. Zu Anfang konnten die aufständischen Stämme noch einige Erfolge verbuchen, doch im Sommer 1676 wurden sie von den Kolonisten endgültig bezwungen. Auf der Seite der Kolonisten fielen etwa 1000 Männer, während die Aufständischen das Dreifache an Verlusten zu beklagen hatten und zudem alle ihre maßgeblichen Führer verloren.
Uncas starb 1682 als fettleibiger Alkoholiker im für die damalige Zeit recht hohen Alter von etwa 80 Jahren. Er hatte im Laufe seines Lebens viele Privilegien für seinen Stamm errungen.

## Rezeption
Die Amerikaner ehrten seine Verdienste 1847 mit einem Denkmal in Norwich im Bundesstaat Connecticut und einer Bronzestatue am Hause Coopers in Cooperstown.
Indigene Nordamerikas verbinden ihn dagegen laut der Encyclopedia of Native American Biography auf Grund seiner Rolle bei der Ausrottung der Indigenen Neuenglands mit Attributen wie Rachsucht und Habgier, Raub, Mord und Verrat. Kein anderer soll hiernach den Kolonisten Neuenglands mehr Land anderer Indigener verkauft haben als er.

## Uncas in der Literatur
James Fenimore Cooper wählte für seinen „Letzten der Mohikaner“ den Namen Uncas, Sohn des Chingachgook. Außer dem Namen hat diese Figur allerdings kaum etwas mit dem historischen Uncas gemein. Da er die Abspaltung der Mohegan von den Pequot betrieb, wird der Sachem Uncas in der Encyclopedia of Native American Biography vielmehr als „der erste der Mohikaner“ (the first of the Mohegans) bezeichnet.